# Alex Jany
Alexandre Jany, dit Alex Jany, est un nageur et joueur de water-polo français, né le 5 janvier 1929 à Toulouse et mort le 18 juillet 2001  à Marseille des suites d'une maladie.

## Biographie
Il fut licencié au DTOEC de Toulouse, le club d'Alban Minville, de 1945 à 1950, puis au Chevalier Roze-Sports de Marseille en 1951 et 1953. Il était le fils d'un directeur de piscine toulousaine, et eut à son actif 26 titres de champion de France alors que les championnats nationaux d'hiver n'existaient pas encore. 
En 1947, il devient champion d'Europe du 100 m nage libre. Il bat aussi le record du monde en 55 secondes et 8 centièmes. Il gagne aussi l'épreuve du 400 m nage libre avec là encore le record du monde en 4 minutes, 35 secondes et 2 centièmes. Il est sacré champion des champions de l'année par le quotidien "« L'Équipe »". 
Favori aux Jeux olympiques de Londres en 1948, il termine à la cinquième place. Il se contente de la médaille de  bronze du relais 4 fois 200 mètres. 
En 1950, il est à nouveau sacré champion d'Europe du 100 m et du 400 m nage libre. 
Aux Jeux olympiques de 1952 à Helsinki, il obtient encore une médaille de bronze en relais 4 fois 200 mètres. 
Il est entré au Tableau d’Honneur de la ISHOF (International Swimming Hall of Fame) en 1977.
Alex Jany a été, après sa retraite sportive, entraîneur-initiateur en école de natation au Cercle des Nageurs de Marseille. Il y était très apprécié grâce à sa forte personnalité et sa générosité avec les jeunes poissons marseillais. Il pouvait aussi proposer à tous les membres du Cercle des Nageurs, sans distinction d'âge, des cours particuliers de natation dans le bassin olympique couvert de 50 mètres Pierre-Garsau. Sa méthode d'enseignement ne devait pas être déroutante pour le nageur en plein effort moral et physique. Il avait été remplacé à la suite de sa retraite définitive par un nouvel entraîneur-initiateur. Celui-ci était aussi entraîneur pour l'une des équipes de Water-Polo du Cercle.  
À sa mort, le 18 juillet 2001, son nom fut donné à la piscine extérieure de 25 mètres où il avait passé tant de temps avec ses petits. Depuis, des courses de natation sont organisées en son hommage, elles portent son nom et sont organisées par différentes associations de sports nautiques.
Il est le frère de Ginette Jany.

## Palmarès
- 7 records du monde et 15 records d'Europe
  - Meilleur temps mondial sur 50 m nage libre en 1947
  - Détenteur du record du monde du 100 m nage libre en 1947, en 55,8 s
  - Détenteur du record du monde du 200 m nage libre en 1946, en 2 min 5,4 s
  - Détenteur du record du monde du 300 m nage libre en 1947
  - Détenteur du record du monde du 400 m nage libre en 1947, en 4 min 35,2 s
  - Détenteur du record du monde au relais 4 × 200 m nage libre en 1951, en 8 min 33 s (record de France : dès 1946)
  - Détenteur du record du monde au relais 4 × 100 m 4 nages en 1953, en 4 min 33s
- Champion d'Europe du 100 m nage libre en 1947 à Monte-Carlo et 1950 à Vienne
- Champion d'Europe du 400 m nage libre en 1947 et 1950
- Médaille d'or aux Jeux méditerranéens sur 100 m et 200 m nage libre en 1951
- Médaille de bronze olympique au relais 4 × 200 m nage libre en 1948 et 1952
- Champion de France du 100 m nage libre en 1945, 1946, 1947, 1948, 1949, 1950, 1951 et 1952 (8 titres consécutifs)
- Champion de France du 200 m nage libre en 1945, 1946, 1947, 1948, 1949, 1950 et 1953
- Champion de France du 400 m nage libre en 1945, 1947, 1948 et 1949
- Champion de France du 4 × 200 m nage libre en 1944, 1945, 1946, 1947, 1948, 1949 et 1950

## Distinction
- Grand Prix de la Presse Sportive 1947.
- Alex est inscrit au Tableau d’honneur de l’International Swimming Hall of Fame (ISHOF)
- En 1947, il est désigné Champions des champions français par le journal L'Équipe[1].

## Hommages toponymiques
De nombreuses piscines ou centres de loisirs, ainsi que des trophées, portent son nom.  On peut citer, par ordre alphabétique des villes :
- piscine de Chevreuse
- piscine de Draguignan
- piscine de Grand Couronne
- piscine de Jacou
- piscine et place[2] à Marseille
- piscine de Menton
- piscine de Ramonville-Saint-Agne
- complexe patinoire/piscine de Toulouse
- piscine de Vitrolles

Un hommage posthume lui a été fait en nommant trophée Alex Jany une compétition française de jeunes nageurs : voir  cette page.
La place en face du Palais du Pharo à Marseille 13007 porte désormais son nom. 
Il est évoqué dans le 213e des 480 souvenirs cités par Georges Perec, dans son texte Je me souviens.